# Michałów-Reginów
Michałów-Reginów is een plaats in het Poolse district  Legionowski, woiwodschap Mazovië. De plaats maakt deel uit van de gemeente Wieliszew en telt 1318 inwoners.

## Verkeer en vervoer
- Station Michałów Reginów